# Alberto Labbé Galilea
Alberto Labbé Galilea, diplomático chileno y hermano de Cristián Labbé, tuvo vínculos con el exagente de la DINA y único condenado del caso Prats, Enrique Arancibia Clavel. En su carrera diplomática ha sido Cónsul General de Chile en Miami y Chicago, en Estados Unidos, lugar en el que también ocupó el cargo de Consejero de la Embajada; y Segundo Secretario en la Embajada chilena en Argentina.

## Biografía
Labbé es diplomático de carrera. Curso sus cursos de "Altos Estudios Internacionales" en la Academia Diplomática; de "Estrategia y Geopolítica General y Argentina" en el Instituto de Estudios Geopolíticos de la República Argentina; y de "Sistema Político Americano y Polítia Exterior de Estados Unidos", en la John Hopkin University de Washington D. C..
Labbé cuenta con una connotada trayectoria en el exterior, donde fue Cónsul General de Chile en Miami y Chicago, en Estados Unidos, lugar en el que también ocupó el cargo de Consejero de la Embajada.
Además cumplió labores como Segundo Secretario en la Embajada chilena en Argentina. Y fue embajador de Chile en Panamá desde 2010 hasta 2013.
Asimismo, ha desempeñado importantes roles en el Ministerio de Relaciones Exteriores, como el de subdirector de Ceremonial y Protocolo, jefe de las Oficinas de Enlace con el Sector Privado y con el Congreso Nacional y Tercer Secretario del Departamento de Asia, África y Oceanía.
En el año 2010 tuvo que comparecer según resolvió la jueza Raquel Lermanda por sus vínculos con el exagente de la DINA y único condenado del caso Prats, Enrique Arancibia Clavel, cuando se desempeñaba como segundo secretario de la embajada de Chile en Buenos Aires.
Labbé, a su vez, ha recibido condecoraciones por parte de diversos países, entre las que destacan la Orden del Rey (Bélgica), la Orden Nacional al Mérito (Ecuador), la Orden de  Mayo al Mérito (Argentina), la Orden al Mérito (Perú), la Orden de San Carlos (Colonia) y la Orden Nacional Cruzeiro do Sul y la de Río Branco (Brasil).